# Cara dolce nipote
Cara dolce nipote è un film del 1977 diretto da Andrea Bianchi.

## Trama
Daniela, finito il collegio, va a vivere dallo zio Corrado, vedovo inconsolabile che vede quasi subito in lei la sua amata Laura.
Se inizialmente si limita a prendersi cura di lei e proteggerla, in un secondo momento comincia a spiarla e desiderarla.
Anche Riccardo, vicino di casa di Corrado e donnaiolo impenitente, sembra essere tentato dalla nipote, che non cede alle sue avance: 
riuscirà a fargliela pagare a entrambi prima di andarsene con un aitante marinaio.